# Vanessa Webb
Vanesse Webb (Toronto, 24 januari 1976) is een tennisspeelster uit Canada.
Ze begon op zevenjarige leeftijd met tennis.
In 1999 speelde zij op het US Open haar eerste grandslamtoernooi in het damesdubbelspel, waar zij zich samen met Lindsay Lee plaatste via het kwalificatietoernooi. Een jaar later speelde zij ook in het enkelspel, op Roland Garros. 
In 2000 nam zij ook samen met Sonya Jeyaseelan deel aan de Olympische Spelen bij het damesdubbelspeltoernooi, waar zij in de eerste ronde strandden.
Voor Canada kwam sinds 2000 zij zevenmaal uit op de Fed Cup, waarvan zij zesmaal haar partij wist te winnen.